# Afplatting van de Aarde

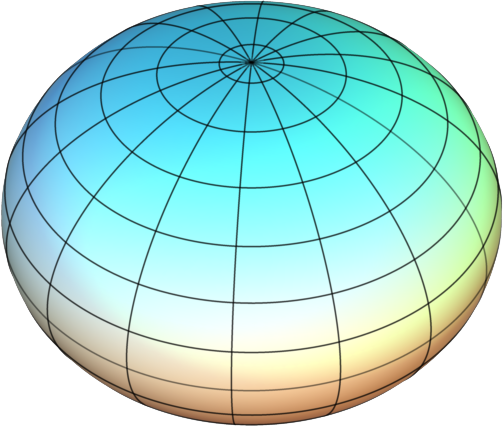
Afplatting van de Aarde

De afplatting van de Aarde is het verschijnsel waardoor de Aarde platter is aan de polen dan aan de evenaar en dus afwijkt van een perfecte bolvorm. Omdat de Aarde om haar as draait, lijkt het alsof er een centrifugaalkracht op werkt, die op de evenaar het grootste is en aan de polen nul. Het binnenste van de Aarde is plastisch, dus treedt een vervorming op. De vorm van de Aarde is daarmee afgeplat, er is dus sprake van een planetaire afplatting.
Het resultaat is dat de zeespiegel de vorm van een sferoïde aanneemt, waarvan de polaire straal ongeveer 21,38 km korter is dan de equatoriale straal. De afplatting is daarom:
{\displaystyle f={\frac {(a-b)}{a}}={\frac {1}{298,2575}}}
Waarin {\displaystyle f} de aardafplatting is, {\displaystyle a} de equatoriale straal en {\displaystyle b} de polaire straal.
Het punt op de Aarde, dat het verst van het middelpunt van de Aarde is verwijderd, is de top van de Chimborazo in Ecuador. De Mount Everest is ten opzichte van zeeniveau toch de hoogste berg, omdat het zeeniveau op het oppervlak van de sferoïde ligt.

## Ontdekking van de afplatting

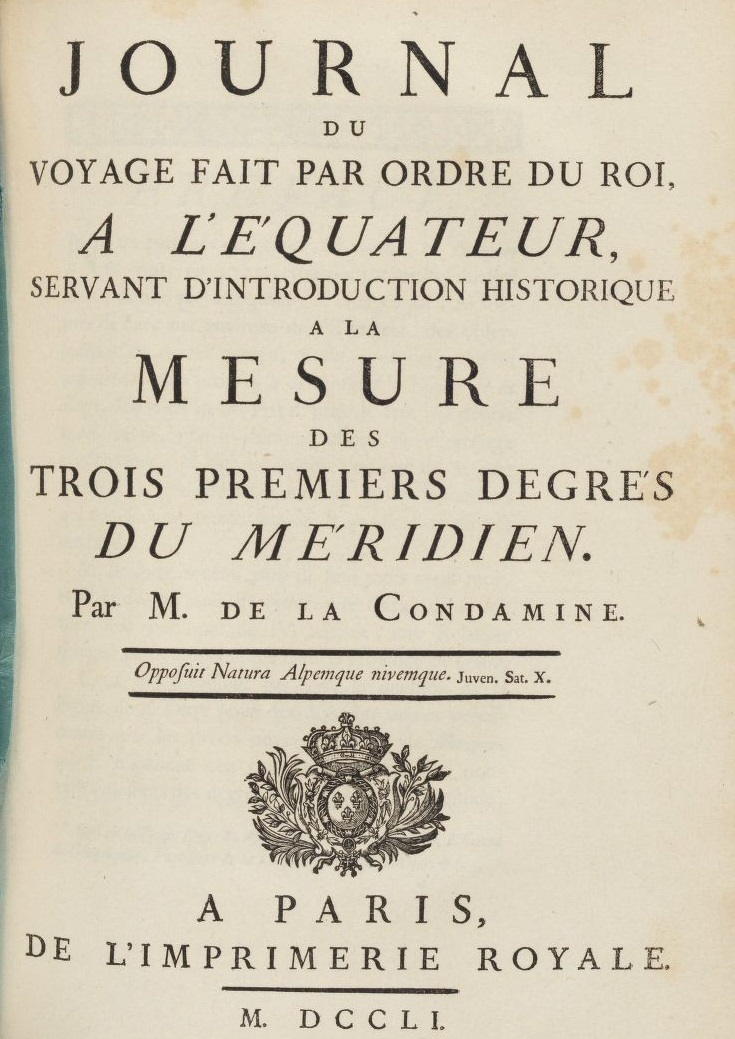
Meting door La Condamine bewees de afplatting

In de 17de eeuw kwamen Christiaan Huygens en Isaac Newton door berekeningen tot de bevinding dat de aardbol aan de polen afgeplat was. Het bewijs hiervan werd in 1735 geleverd door aardmetingen van een booggraad in Lapland, door Pierre Louis de Maupertuis, en Peru, door Charles Marie de La Condamine, uitgevoerd op bevel van koning Lodewijk XV van Frankrijk.

## Invloed van de interne structuur van de Aarde

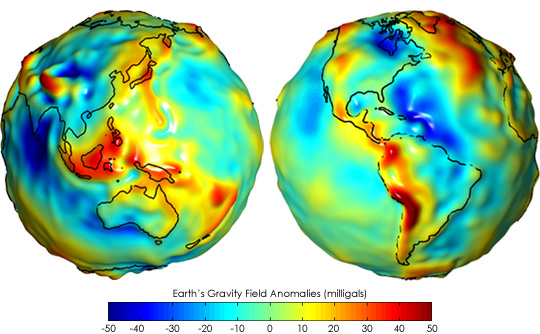
Afwijkingen in het zwaartekrachtsveld van de Aarde

Hoewel de vorm van de Aarde dus op het eerste gezicht simpel wiskundig is te beschrijven, is dit niet zo omdat zowel met de zwaartekracht als de interne opbouw van de Aarde rekening moet worden gehouden. Het is een resultaat van de theorie van de hydrostatica, dat een om zijn as roterend lichaam zoals de Aarde, dat homogeen van samenstelling is, een gemiddelde dichtheid van 5,521 g/cm³ en een omwentelingstijd van 23 uur en 56 minuten heeft, een geometrische afplatting van 1:230 moet hebben. De vorm van de Aarde is een zogenaamde MacLaurinellipsoïde, genoemd naar C. Maclaurin.
In werkelijkheid heeft de Aarde met een afplatting van 1:298 een minder afgeplatte vorm dan als wordt aangenomen, dat de Aarde een constante dichtheid heeft. Er is in de aardmassa een dichtheidsverschil tussen de aardkern en aardmantel, waarvan de aardkern zich dichter bij de aardas bevindt. De eerste die dit doorhad was de Duitse geofysicus E. Wiechert, die een twee-schillen-model opstelde. In dit model liggen de voorspelde waarden dichter bij het werkelijke zwaarteveld van de Aarde. Wiecherts model bleek ook goed overeen te stemmen met seismologische waarnemingen van het binnenste van de Aarde.
Tegenwoordig worden nog verfijndere modellen gebruikt, waarin zowel aardkorst, mantel en kern in twee schillen worden verdeeld. In zulke modellen moeten massa, druk, dichtheid en gravitatie per schil en in totaal met waarnemingen overeenstemmen. Ook mag het verloop van temperatuur (de geotherm) en de elasticiteitsmodulus binnenin de Aarde niet discontinu zijn. De huidige modellen maken het mogelijk de vorm van de Aarde en het zwaarteveld met een nauwkeurigheid van 0,0001% te berekenen, dit komt in de praktijk neer op een aantal centimeters.

## Verschil tussen noordelijk en zuidelijk halfrond

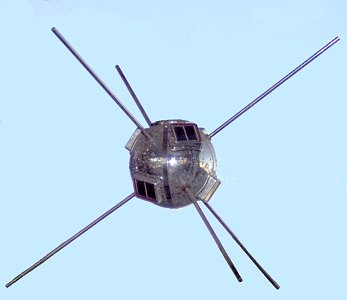
De Vanguard 1 mat vanaf 1958 vanuit de ruimte.

Theoretisch zou de vorm van de Aarde, in ieder geval van de geoïde, een perfecte sferoïde moeten zijn. Deze sferoïde noemt men een referentie-ellipsoïde. In werkelijkheid is de zuidpool verder afgeplat dan de noordpool. Dat komt door de ongelijke verdeling tussen oceanen en continenten tussen het noordelijk en zuidelijk halfrond.
Sinds de lancering van de Amerikaanse Vanguard 1 satelliet in 1958 weet men dat de afplatting op het zuidelijk halfrond sterker is dan op het noordelijk halfrond, men spreekt wel van een peervorm. De polaire straal van de ellipsoïde is in het noorden 32 meter langer dan in het zuiden. Dit zorgt voor perturbaties in de omloopbaan van de Aarde om de Zon.
Tegenwoordig is het mogelijk de vorm van de geoïde zeer nauwkeurig te bepalen. Dit gebeurt zowel op het oppervlak zelf als door middel van satellieten. De kennis over de vorm van de Aarde komt van pas bij global positioning systems en bij de ruimtevaart.

## Zwaarteafplatting
De zwaartekracht is aan de polen ongeveer 0,53% groter dan aan de evenaar. Hiervan komt 0,33% voor rekening van het verschil in centrifugaalkracht en 0,2% in verband met de afplatting van de Aarde.
De valversnelling is aan de polen 9,83218 m/s², aan de evenaar 9,78032 m/s² en in Midden-Europa ongeveer 9,806 tot 9,811 m/s². Dit zorgt ervoor dat een persoon die op de evenaar 800 N weegt, op de polen op dezelfde weegschaal 804,24 N zou wegen. Die aanduiding is wel afhankelijk van het meetprincipe van de weegschaal.
De zwaarte-afplatting is gedefinieerd als:
{\displaystyle \beta =({g_{P}}-{g_{A}})/{g_{E}}}
Waarin β de zwaarte-afplatting is en gE en gP de valversnelling op respectievelijk de evenaar en de polen. Volgens het internationaal meestgebruikte model GRS 80 bedraagt de zwaarte-afplatting 0,0053025. In dit model wordt ook met de interne structuur van de Aarde rekening gehouden.
De afplatting is van invloed op het traagheidsmoment van de Aarde.

## Parameters voor de afplatting
Een referentie-ellipsoïde is een sferoïde, die een benadering voor de vorm van de Aarde vormt. De definitie van een referentie-ellipsoïde bestaat uit de lengte van de halve lange aardas {\displaystyle a}, van middelpunt van de Aarde tot de evenaar, en een van de twee: of de lengte van de halve korte as {\displaystyle b}, van middelpunt van de Aarde tot de pool, of de excentriciteit {\displaystyle e}.
Er is een verband tussen deze parameters, die door een aantal vergelijkingen wordt gegeven, die in het algemeen voor iedere planetaire afplatting gelden.